# 岳麓山毛蕨
岳麓山毛蕨（学名：Cyclosorus pararidus）为金星蕨科毛蕨属下的一个种。